# GNUツールチェーン
GNUツールチェーンは、GNUプロジェクトが生み出したプログラミングツール群の総称。これらツールがツールチェーン（次々と使用されるようなツール群）を形成し、アプリケーションソフトウェアやオペレーティングシステムの開発で使われる。
GNUツールチェーンは、Linuxカーネル、BSD、組み込みシステム向けソフトウェアなどの開発で重要な役割を果たしている。Solaris、macOS、Windows（Cygwin、MinGW/MSYS、Mingw-w64/MSYS2経由）、PlayStation 3などでも、そのまま、あるいは移植した上でGNUツールチェーンを使っている。
GNUツールチェーンに含まれるプロジェクトは以下の通り。
- GNU make: コンパイルとビルドの自動化ツール
- GNUコンパイラコレクション (GCC): いくつかのプログラミング言語に対応したコンパイラスイート
- GNU Binutils: リンカ、アセンブラ、その他のツール
- GNU Bison: パーサジェネレータ
- GNU m4: m4マクロプロセッサ
- GNUデバッガ (GDB): デバッガ
- Autotools: ビルドシステム（Autoconf、Autoheader、Automake、Libtool）